# Hapalemur griseus griseus
Hapalemur griseus griseus је подврста лемура бамбусара, врсте примата из породице лемура (Lemuridae). 

## Распрострањење
Ареал подврсте је ограничен на једну државу – Мадагаскар.

## Угроженост
Ова подврста се сматра рањивом у погледу угрожености од изумирања.